# Albert Smythe
Albert Ernest Stafford Smythe (meist nur Albert E. S. Smythe oder AES Smythe, * 27. Dezember 1861 in Gracehill, Antrim County, Nordirland; † 2. Oktober 1947 in Hamilton, Ontario, Kanada) war ein irisch/kanadischer Journalist, Autor und Theosoph. Als einer der ersten Theosophen in Kanada und wegen seiner jahrzehntelangen theosophischen Aufbauarbeit wurde er auch als Vater der kanadischen Theosophie bezeichnet. 

## Leben und Werk

### Kindheit, Beruf, Ehe, Kinder
Albert Smythe wurde am 27. Dezember 1861 im von den Herrnhuter Brüdergemeinen gegründeten Dorf Gracehill als Sohn von Stafford Smythe und Leonora Cary geboren. Besuch lokaler Schulen und Akademien mit besonderem Interesse an Geologie, Botanik und Physik. 
Auf einer Reise in die USA erlitt er Schiffbruch und strandete 1879 mittellos in New York. Sich anfangs mit Gelegenheitsarbeiten durchschlagend arbeitete er später als Journalist und Vertreter für einen Zementhersteller, lebte eine Zeit lang in Belfast, Chicago und schließlich ab 1889 im kanadischen Toronto, wo er sesshaft wurde.
Bei einem Besuch in seiner irischen Heimat lernte er auf der Schiffsreise Mary Adelaide Constantine kennen und heiratete sie am 19. Dezember 1889 in Toronto. Aus der Ehe ging als einziges Kind Sohn Conn Smythe hervor. Nach dem Tod seiner Frau 1906 heiratete er 1912 ein weiteres Mal eine gewisse Henderson. Die zweite Ehe blieb kinderlos.

### Als Theosoph
Auf einer Schiffsreise um 1884/1885 lernte er William Quan Judge kennen, der ihn mit den Lehren der Theosophie bekanntmachte. Daraufhin begann er sich mit dieser Thematik zu beschäftigen und trat später der Theosophischen Gesellschaft bei. Am 16. Februar 1891 war er mit Emily Stowe, Augusta Stowe-Gullen und Algernon Blackwood in Toronto Mitbegründer der ersten theosophischen Loge in Kanada und wurde deren Präsident. Als sich die Theosophische Gesellschaft 1895 in zwei konkurrierende Organisationen, einerseits die Theosophische Gesellschaft Adyar (Adyar-TG) und andererseits die Theosophische Gesellschaft in Amerika (TGinA) spaltete, folgte er, wie die meisten anderen inzwischen entstandenen Logen, der TGinA-Richtung unter Judge. Als diese jedoch unter der Führung von Katherine Tingley 1898 zu einem autokratischen Führungsstil überging und einen Schwerpunkt auf soziale Themen legte, verließ er um 1900 die TGinA und schloss sich der Adyar-TG an.
Bis 1919 waren die kanadischen Logen der amerikanischen Sektion der Adyar-TG angegliedert, so auch die Toronto-Loge Smythes. Dann kam es unter seiner Führung zur Bildung einer eigenen kanadischen Sektion der Adyar-TG. Diese Theosophical Society in Canada (TS in Canada) bestand aus 17 Logen mit insgesamt etwa 800 Mitgliedern, Smythe wurde deren Generalsekretär.
Er verfolgte einen Kurs, welcher vor allem auf der ursprünglichen theosophischen Tradition mit den Werken Helena Blavatskys und William Quan Judges aufbaute und war Gegner des von Annie Besant und Charles Leadbeater propagierten Christuskultes um Jiddu Krishnamurti und den Order of the Star in the East. Moderner Nachfolger der TS in Canada ist heute die Edmonton Theosophical Society.
Von 1894 bis 1900 war er Herausgeber der theosophischen Zeitschrift The Lamp und von 1920 bis 1947 des Canadian Theosophist. Er war Autor mehrerer poetischer Werke.

## Werke (Auswahl)
- Mrs. Lothbury's Gospel. Toronto 1920.
- Poems, Grave And Gay. Imrie & Graham, Toronto 1891.
- The balance of life, a biographical sketch of the life and work of the poet and literary critic Henry Thomas Mackenzie Bell. Curlew Press, London 1955.
- The Garden Of The Sun. Macmillan, Toronto 1923.